# Bad Sitter
Bad Sitter ist eine US-amerikanische Filmkomödie von David Gordon Green aus dem Jahr 2011.

## Handlung
Der suspendierte Student Noah Griffith ist einerseits ein Versager, da er alles, was er anfängt, wieder aufgibt, gleichzeitig aber auch ein gutmütiger Typ. Unglücklicherweise wird er von seiner Freundin Marisa Lewis nur ausgenutzt.
Eines Abends springt Noah als Babysitter bei den Pedullas ein, weil Frau Pedulla seine alleinstehende Mutter bei einer Wohltätigkeitsveranstaltung mit einem Arzt verkuppeln will. Während er bei den drei Kindern der Pedullas ist, erhält er einen Anruf von Marisa, die will, dass er Kokain für sie besorgt, damit es auf ihrer Party besser „abgeht“. Da er zu gutmütig ist und Marisa ihm dafür außerdem Sex versprochen hat, nimmt er die drei ihm anvertrauten Kinder Slater, Blithe und deren Adoptivbruder Rodrigo Pedulla einfach mit.
Unglücklicherweise benehmen sich alle drei nicht so, wie Noah es gerne hätte. Blithe macht sich in die Hose und Rodrigo legt eine Minibombe in einem Restaurant. Nachdem Noah den Deal beim Drogenhändler Karl abgewickelt hat, muss er entsetzt feststellen, dass Rodrigo auch noch dessen Kokain im Wert von 10.000 US-Dollar geklaut hat. Da es zu Bruch geht, schuldet er Karl entweder die entsprechende Menge oder den Wert des Stoffes. Er hat eine Stunde Zeit, um das Geld aufzutreiben und Karl im Wings Fish Market in Chinatown zu treffen.
Also besucht Noah mit den drei Kindern die Bat Mitzwa von Wendy Sapperstein, wo er seine Klassenkameradin Roxanne trifft, die ihn auch sofort zum gemeinsamen Essen einlädt. Da er aber damit beschäftigt ist, Sappersteins Geld zu klauen und es außerdem eilig hat, lehnt er Roxannes Angebot ab. Unglücklicherweise rafft er nur 3.000 Dollar zusammen und dann wird auch noch sein Wagen geklaut. Er will seinen Vater aufsuchen, um ihn um Geld zu bitten. Da sein Auto weg ist, fährt er mit den drei Kindern mit der U-Bahn dorthin. Sein Vater verweigert ihm allerdings seine Hilfe, sodass Noah seinen Mercedes klaut und anschließend in das Juweliergeschäft seines Vaters einbricht, um sich mit Diamanten zu versorgen, um damit dann die Schulden bei Karl begleichen zu können. Unterwegs entdeckt er seinen geklauten Wagen. Dank seines Mutes holt er sich den Schlüssel zurück und der Dieb verspricht sogar, ihm zu helfen, falls er mal Probleme haben sollte. Roxanne beobachtet das alles und beide kommen sich näher. Allerdings muss Noah vorher noch Marisa retten.
Weil er auf dem Weg zu Marisas Party eine rote Ampel überfährt, wird er von der Polizei angehalten. Er wird wegen Rodrigos Klobombe und der gestohlenen Diamanten festgenommen. Noah scheint die Nacht im Gefängnis verbringen zu müssen, doch die Polizisten flüchten einfach mit den Diamanten. Das rettet Noah vorerst. Er eilt zur Huron Street 37, wo Marisa ihre Party feiert. Bevor er sie retten kann, erscheint Karl. Noah und Marisa flüchten vor ihm und erneut zeigt der Student Mut, als er sich Karl allein entgegenstellt, während Marisa mit den drei Kindern flüchten kann. Als die „Schwarze Gang“ erscheint, die zuvor Noahs Auto gestohlen hatte, und sich mit Karl prügelt, kann Noah entwischen.
Er bringt Marisa nach Hause und fährt anschließend mit den Kindern zurück zum Haus der Pedullas, wo er so tut, als wäre den gesamten Abend über nichts passiert. Als die Eltern der Kinder erscheinen, geleiten sie ihn freundlich zur Tür. Draußen wartet Roxanne auf ihn.

## Kritik
„Plakative Komödie, die ihren unsympathischen ‚Helden‘ in einer lieblosen Aneinanderreihung von Einzelszenen von einer derben Situation in die nächste schickt und dabei weniger subversiven Humor als Befremden auslöst.“

„Dass man immer noch derlei abgestandene Gags inszeniert, ist schon erstaunlich. Regisseur David Gordon Green hat schon mit ‚Ananas Express‘ sein filmisches Unvermögen bewiesen. Leider gibt es immer noch genügend Menschen, die sich bei solchem Müll vor Lachen biegen. So wird man wohl auch in Zukunft vor niveaulosen Reißern wie diesem nicht verschont bleiben.“

## Veröffentlichung
Der Film startete am 9. Dezember 2011 in den US-Kinos und konnte seitdem bei einem Produktionsbudget von geschätzten 22 Mio. US-Dollar weltweit etwas mehr als 34 Mio. US-Dollar einspielen. In Deutschland startete der Film am 31. Mai 2012.
Der Soundtrack zu der Komödie wurde in den USA am 9. Dezember 2011 veröffentlicht.